# Wu Jing
Wu Jing (... – 203) è stato un generale cinese che servì il Regno di Wu nel periodo dei Tre Regni.
Era anche il cognato del suo primo signore, Sun Jian, che aveva sposato sua sorella maggiore Lady Wu. Wu Jing andò a servire sotto il regno di Sun Jian, Yuan Shu, dopo che Sun rimase ucciso nella battaglia di Xiangyang nel 191. Quando Yuan Shu si autoproclamò Imperatore della Cina, Wu lo abbandonò tornando fra le forze di Sun Jian, condotte da Sun Ce (primogenito di Sun Jian).